# دو در برابر طبیعت
دو در برابر طبیعت (انگلیسی: Two Against Nature) هشتمین آلبوم استودیویی گروه موسیقی راک استیلی دن و اولین آلبوم استودیویی آنها است که پس از ۲۰ سال، از سال ۱۹۹۷ تا ۱۹۹۹ ضبط شد و در ۲۹ فوریه ۲۰۰۰ توسط Giant Records منتشر شد.